# Abrodictyum caudatum
Abrodictyum caudatum är en hinnbräkenväxtart som först beskrevs av Brackenr., och fick sitt nu gällande namn av Ebihara och K. Iwats. Abrodictyum caudatum ingår i släktet Abrodictyum och familjen Hymenophyllaceae. Inga underarter finns listade.